# Ezogelin

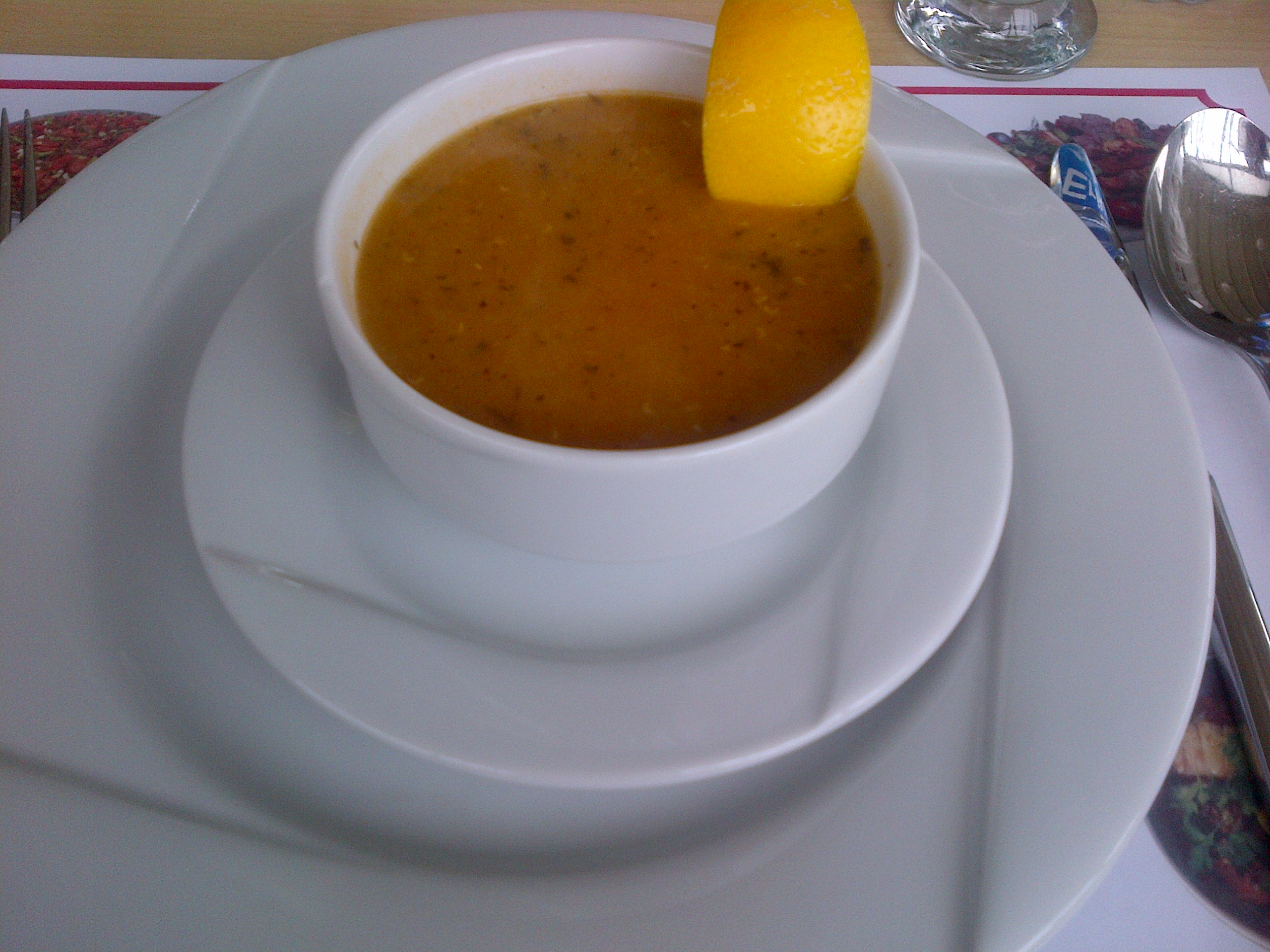
Ezogelin

Ezogelin çorbası (sopa d'Ezogelin) o simplement Ezogelin és una sopa originària del sud de Turquia feta amb llenties vermelles, arròs, salsa de tomàquet i espècies, com la menta. Avui aquesta sopa es menja a tot Turquia, especialment en els restaurants que serveixen varietats de kebaps, com l'Iskender, per menjar d'entrant.